# Jacek Bugański
Jacek Marian Bugański (ur. 2 września 1955 w Nowym Sączu, zm. 4 czerwca 2007 w Krakowie) – polski piłkarz, działacz sportowy, poseł na Sejm PRL IX kadencji.

## Życiorys
Syn Bronisława i Emilii – nauczycieli w Szkole Rolniczej w Nawojowej. W Nawojowej spędził dzieciństwo. Ukończył II Liceum Ogólnokształcące w Nowym Sączu, a następnie (w 1978) Akademię Wychowania Fizycznego w Krakowie, gdzie uzyskał tytuł zawodowy magistra wychowania fizycznego. Działał w Ludowych Zespołach Sportowych, był m.in. szefem rady okręgowej. Był także piłkarzem – występował w Garbarni Kraków, Victorii Skalbmierz, LKS Zawada, a także w Sandecji Nowy Sącz. Został trenerem piłkarskim II klasy państwowej. Był zatrudniony w Urzędzie Wojewódzkim w Nowym Sączu, a następnie w Wojewódzkim Komitecie Zjednoczonego Stronnictwa Ludowego. Był też przewodniczącym Rady Wojewódzkiej Zrzeszenia tej partii w Nowym Sączu. Zasiadał także w zarządzie wojewódzkim Związku Młodzieży Wiejskiej.
W latach 1985–1989 pełnił mandat posła na Sejm PRL IX kadencji, reprezentując okręg nowosądecki. Zasiadał w Komisji Edukacji Narodowej i Młodzieży, Komisji Polityki Społecznej, Zdrowia i Kultury Fizycznej oraz w Komisji Nadzwyczajnej do rozpatrzenia projektu ustawy o zasadach udziału młodzieży w życiu państwowym, społecznym, gospodarczym i kulturalnym.
W latach 1994–1998 był dyrektorem Wydziału Turystyki, Kultury i Sportu w Nowym Sączu, a w latach 1999–2000 dyrektorem Wydziału Kultury Fizycznej i Turystyki w powiecie nowosądeckim. W 2000 powołał (zarejestrowaną w 2001) Sądecką Organizację Turystyczną LOT, której został prezesem. Był też inicjatorem utworzenia Karpackiego Szlaku Rowerowego.
Pochowany na cmentarzu komunalnym w Nowym Sączu przy ul. Rejtana.